# Podilți, Berezivka
Podilți (în ucraineană Подільці) este un sat în comuna Șîreaieve din raionul Berezivka, regiunea Odesa, Ucraina.

## Demografie
Componența lingvistică a localității Podilți
     Ucraineană (96,07%)
     Română (3,63%)
     Alte limbi (0,3%)
Conform recensământului din 2001, majoritatea populației localității Podilți era vorbitoare de ucraineană (96,07%), existând în minoritate și vorbitori de română (3,63%).